# Olympique de Moka
El Olympique de Moka es un equipo de fútbol de Mauricio que juega en la Liga Regional 2, la cuarta liga de fútbol más importante del país.

## Historia
Fue fundado en el año 2000 en la ciudad de Moka como el club sucesor del Sunrise Flacq United, club que fue 8 veces campeón de liga y 12 veces ganador de copa. El equipo surgió tras la reforma que tuvo la liga debido a lo acontecido en la temporada 1999 por conflictos de grupos étnicos. La reforma fue conocida como Regionalización y que el Sunrise Flacq United se mudó de la ciudad de Flacq a la de Moka.
En su año de debut en la Primera División de las islas Mauricio consiguieron el título como el primer equipo de la ciudad de Moka en jugar en la máxima categoría, y no solo eso, ya que también llegaron a la final de la Copa de Mauricio y la Copa de la República de Mauricio, quedando cerca del triplete y ser el primer equipo de Mauricio en conseguirlo. En los siguientes años no consiguieron nada, pero lo peor ha sido en la temporada 2007/08, momento en donde comenzó su caída libre.
En esa temporada se ubicaron en el último lugar de la Primera División de las islas Mauricio, luego de abandonar el torneo tras 12 fechas, en las cuales no consiguió ni un solo punto, anotó 2 goles y recibió 52, y en los torneos de copa no hicieron nada.
En su primera temporada en la Segunda División de las islas Mauricio fue su debut y despedida, ya que en la primera fase solamente consiguieron 1 punto en 12 partidos, anotando 8 goles y recibiendo 50, y en la fase de descenso ante otros 6 equipos no pudieron hacer mucho, en 5 juegos solo consiguieron 4 puntos, quedando en la penúltima posición solo por encima del WBA.
A nivel internacional ha participado en 2 torneos continentales, en donde su mejor participación ha sido en la Recopa Africana 2003, en la cual fue eliminado en la primera ronda por el Power Dynamos FC de Zambia.

## Palmarés
- Primera División de las islas Mauricio: 1

2001
- Copa de Mauricio: 0
  - Finalista: 2

2001, 2002
- Copa de la República de Mauricio: 0
  - Finalista: 1

2001

## Participación en competiciones de la CAF
| Temporada | Torneo                      | Ronda      | Club               | Casa | Visita | Global |
| --------- | --------------------------- | ---------- | ------------------ | ---- | ------ | ------ |
| 2002      | Liga de Campeones de la CAF | Preliminar | Olympique l'Emirne | 1-2  | 0-2    | 1-4    |
| 2003      | Recopa Africana             | Preliminar | AS Fortior         | 3-1  | 0-1    | 3-2    |
| 2003      | Recopa Africana             | 1          | Power Dynamos FC   | 0-0  | 1-3    | 1-3    |